# Hrabstwo Treasure
Hrabstwo Treasure (ang. Treasure County) – hrabstwo w stanie Montana w Stanach Zjednoczonych. Według szacunków United States Census Bureau w roku 2023 miało 772 mieszkańców. Jego siedzibą jest Hysham. Z gęstością zaludnienia 0,3 os./km², należy do 50 najsłabiej zaludnionych hrabstw USA. Ponad 94% populacji to białe społeczności nielatynoskie. 
Hrabstwo powstało w 1919 roku.

## Miasta
- Hysham

## Sąsiednie hrabstwa
- Hrabstwo Rosebud (północny wschód)
- Hrabstwo Big Horn (południe)
- Hrabstwo Yellowstone (zachód)